# Desmophyes annectens
Desmophyes annectens is een hydroïdpoliep uit de familie Prayidae. De poliep komt uit het geslacht Desmophyes. Desmophyes annectens werd in 1888 voor het eerst wetenschappelijk beschreven door Haeckel. 